# Kelloggia
Kelloggia là một chi thực vật có hoa trong họ Thiến thảo (Rubiaceae).

## Loài
Chi Kelloggia gồm các loài: